# Лука Бучи
Лука Бучи (итал. Luca Bucci; 13. март 1969) бивши је италијански фудбалер који је играо на позицији голмана.
У својој каријери дугој око 23 године играо је за италијанске клубове, највише за Парму и то у четири наврата. Био је у саставу репрезентације Италије на СП 1994. и ЕП 1996.
Бучи је имао добар осећај за тренутак када да излети из казненог простора и рашчисти лопту испред противничког нападача и био је добар у брањењу једанаестераца.